# Йоан Богослов
Вижте пояснителната страница за други личности с името Йоан Богослов.
Йоан Богослов, според повечето християнски деноминации – „Свети Йоан Богослов“, е един от 12-те апостоли на Иисус Христос, а както може да се съди според евангелския разказ – и един от най-приближените му ученици.

## Евангелски разказ
Според Новия завет, Св. Йоан Богослов е един от първите апостоли, призовани от Христос за негови ученици. По-късно самият Иисус често повиква при различни знаменателни събития (Преображение) само трима от своите ученици – Йоан, брат му Иаков (Заведеев) и Петър (Мат. 17 гл.). Именно Йоан е ученикът, на когото разпнатият Исус поверява грижите за своята майка (Йоан 19:22 и сл.). Според православно тълкуване, Йоан е и любимият ученик, който обляга главата си на гърдите на Христос по време на Тайната вечеря (Йоан 13 гл.).

## Църковно предание
Извън записаното в книгите на Новия завет, преданието на християнската църква сочи, че Йоан е доживял до дълбока старост, като се е грижел за Богородица до самото ѝ Успение (за което има предположения, че е станало в Йерусалим или в Ефес). След евангелските събития живее основно в Смирна и Ефес, а в края на живота си е заточен на остров Патмос, където пише знаменитото си „Откровение“.

## Творби под негово име
Тъй като Св. Йоан Богослов е един от най-изявените Христови апостоли, под негово име съществуват множество творби, като именуването им идва за да бъде доказана една или друга теза по време на ранните християнски спорове, т.е. неговото име е привеждано за авторитет. Тези писмени източници могат да бъдат разделени основно на две групи:

### Канонични
В канона на Новия завет са включени 5 книги, чието авторство се приписва на Йоан – Евангелие от Йоан, 3 послания и апокалипсис (Откровението). Съществуват различни датировки – например евангелието бива датирано между 63 и 98 г. сл. Хр. и според някои изследователи представлява т. нар. Евангелие Q (quelle – на бълг. извор), на което се базират останалите. Според други "Апокалипсис" е не само най-ранната книга на Йоан, но и първата автентична книга на християнството (Шелинг, Енгелс, по-късните материалисти). Авторството на посланията не е оспорвано от никого, т.е. към тях почти не е прилаган критическият метод на модерната наука.

### Неканонични
Различни християнски по произход религиозни групи предлагат текстове – послания, апокалипсиси, „Тайните думи на Йоан“ и т.н., които са приписвани на този апостол предимно за да бъде затвърдена нечия доктрина с авторитет. Повечето от апокрифите имат по-късен произход и са свързани с различни паралелни на ортодоксалното християнство и еретически учения, като гностицизъм и богомилство.

### Автентичност
Древните източници, описващи новозаветния канон, не са еднозначни. В много от тях Апокалипсисът не присъства, някои отричат автентичността и на евангелието. На базата на съвременните технологии, науката категорично е доказала автентичността именно на Апокалипсиса и Евангелието (по заглавие "от Йоан" или "според Йоан", но иначе - при оспорвано авторство), въпреки че дискусиите около тяхното датиране продължават.

## Религия и етика
Евангелието от Йоан се отличава от останалите 3 канонични евангелия, тъй като се спира не толкова на живота на историческия Иисус, колкото на неговото учение. Самото встъпление към текста е повече философско, отколкото историческо (в него се говори за Логос) – „В началото бе Словото, и Словото беше у Бога, и Бог бе Слово“ (Йоан 1:1). В Апокалипсиса се развиват предимно есхатологични мотиви. Основен момент в етическото учение е темата за любовта. „Бог е любов“; "Който каже: „любя Бога“, а мрази брата си, лъжец е; защото който не люби брата си, когото е видял, как може да люби Бога, Когото не е видял?" (1 Йоан 4 гл).
Основните християнски деноминации разглеждат тезите, изложени в произведенията, приписвани на Йоан Богослов, като част от учението на Исус Христос, но от гледна точка на мненията, повлияни от агностизма и атеизма, това е съвсем оригинално нравствено-религиозно учение, което, макар и възникнало на основата на него, всъщност е различно.

## Йоан Богослов в иконографията
В иконографията светецът се изобразява като млад мъж, без брада, т.е. младеж (при сцени като Тайната вечеря, Преображение, Разпятие и др.). Православната иконопис утвърждава и самостоятелното му изображение в т. нар. „апостолски ред“ на иконостаса или при съответната храмова икона, където той е с епископски атрибути, стар, с дълга бяла брада (следователно - изобразен е на стари години). Съществуват обаче и многобройни изключения, както в църковната, така и в светската живопис. Художникът Йеронимус Бош, например, изобразявайки Йоан по време на заточението му на остров Патмос, го рисува като младеж, въпреки че според житието му по време на това изгнание Йоан вече е на преклонна възраст. Най-ярка обаче е интерпретацията на средновековния български зограф, който на двустранната икона (1396) от Погановския манастир изобразява Йоан като старец, докато Богородица (Катафиги) е изобразена като млада жена, при все че тя трябва да е била (ако тогава е била жива - в земното си битие) видимо по-възрастна от него (вероятно с около 20-30 години), което от своя страна би могло да означава, че е изобразена подмладена, след успението си.

## Храмове в България, посветени на Йоан Богослов
В България има няколко храма - черкви, параклиси и манастири, които са посветени на Свети Йоан Богослов, като всички те са под юрисдикцията на Българската православна църква, показва регистъра на Дирекцията по вероизповеданията към Министерския съвет.
Сред манастирите и манастирските храмове, посветени на Свети Йоан Богослов, са (по азбучен ред на населените места):
- Банищенски манастир „Свети Йоан Богослов“ - намира се в село Банище, област Перник. Днес е запазена само манастирската черква, която е построена през XIX век[2]. Манастирът част от Софийска епархия на БПЦ;
- Земенски манастир „Свети Йоан Богослов“  - намира се в град Земен, област Перник. Днес е музей, част от обектите на Националния исторически музей[3]. Попада в границите на Софийска епархия на БПЦ;
- Манастирски параклис „Свети апостол и евангелист Йоан Богослов“ - част от манастир „Света Троица“ на Кръстова гора, част от Пловдивска епархия на БПЦ;
- Манастирски параклис „Свети Йоан Богослов“  - част от Рилския манастир. Стенописите в храма са от първата половина на XIX век[4].

Сред черквите и параклисите, посветени на Свети Йоан Богослов, са (по азбучен ред на населените места):
- Черква „Свети Йоан Богослов“ - намира се в село Болярино, община Раковски, част от Пловдивска епархия на БПЦ;
- Черква „Св. Йоан Богослов“ - намира се в село Владая, Столична община, част от Софийска епархия на БПЦ;
- Черква „Св. Йоан Богослов“ - намира се в село Гугутка[5], община Ивайловград, част от Пловдивска епархия;
- Черква „Свети Йоан Богослов“ - намира се в Дервишка могила, община Свиленград, част от Старозагорска епархия на БПЦ;
- Черква „Свети Йоан Богослов“ - намира се в село Дряново, община Симеоновград, част от Старозагорска епархия на БПЦ;
- Черква „Св. Йоан Богослов“ - намира се град Земен, община Земен - храмът е новата църква, различен е от Земенски манастир[6]. Част от Софийска епархия на БПЦ;
- Черква „Св. Йоан Богослов“ - намира се в град Карнобат, част от Сливенска епархия на БПЦ;
- Черква „Свети Йоан Богослов“ - намира се в село Овчарци, община Сапарева баня, част от Софийска епархия на БПЦ;
- Черква „Св. Йоан Богослов“ - намира се в село Овчи кладенец, община Тунджа, част от Сливенска епархия на БПЦ;
- Черква „Св. Йоан Богослов“ - намира се в село Пчеларово, община Генерал Тошево, част от Варненска и Великопреславска епархия на БПЦ;
- Черква „Св. Йоан Богослов“ - намира се в село Селищен дол, община Перник, част от Софийска епархия на БПЦ;
- Черква „Свети Йоан Богослов“ - намира се в село Синьо камене, община Средец, част от Сливенска епархия на БПЦ;
- Черква „Св. Йоан Богослов“ - намира се в град София, част от Софийска епархия на БПЦ;
- Черква „Св. Йоан Богослов“ - намира се в село Студена, община Свиленград, част от Старозагорска епархия на БПЦ;
- Черква „Свети Йоан Богослов“ - намира се в село Черково, община Карнобат, част от Сливенска епархия.

## Други
На свети Йоан Богослов е наречена улица в квартал „Киноцентъра III“ в София (Карта).